# بيرتييه سور مير (كيبك)
بيرتييه سور مير (بالإنجليزية: Berthier-sur-Mer, Quebec)‏ هي بلدية محلية في كيبيك تقع في كندا في Montmagny Regional County Municipality. يقدر عدد سكانها بـ 1,398 نسمة ومساحتها 26.80 كم2 .

## أعلام
- كاميلي روي